# 동아벤처타워
동아벤처타워(영어: Donga Venture Tower)는 대전광역시 유성구 온천로 59 (봉명동)에 위치한 오피스텔이다.